# Мейсон, Стивен Финни
Стивен Финни Мейсон (англ. Stephen Finney Mason; 6 июля 1923, деревня Энсти, Лестершир, Англия — 11 декабря 2007) — английский учёный, химик, историк науки. Профессор химии Университета Восточной Англии в Норидж (Великобритания), затем профессор Королевского колледжа Лондона. Известен своей книгой «История науки: основные течения научной мысли».

## Биография
Стивен Финни Мейсон родился 6 июля 1923 года в деревне Энсти (графство Лестершир) в семье Леонарда Стивена Мейсона и Крисси Гарриет Мейсона (девичья фамилия — Финни). В семье было двое детей — Стивен и его младшая сестра Реннель. Получал начальное образование в сельской школе Энсти (1928—1933), затем учился в Вигстонской гимназии (1933—1941). После окончания гимназии поступил в Уодхэм-колледж (Оксфорд), который окончил в июле 1945 года с отличием. С сентября 1945 года продолжил обучение под руководством Д. Л. Хэммик. Спустя 2 года ему было присвоено звание доктора философии (Ph.D.), и он продолжил свою работу в колледже Уодхем. В 1948 году был принят на работу секретарём Общества изучения алхимии и ранней химии (англ. Society for the Study of Alchemy and Early Chemistry), где занимался административной деятельностью и проработал вплоть до 1952 года.
В 1953 году им была опубликована книга «История науки». С 1952 года начал работать в Музее истории медицины Уэлкома ({{lang-en|Wellcome Historical Medical Museum, позднее Институт истории медицины Уэлкома) Университетского колледжа Лондона под руководством Эдриена Элберта, где занимался изучением противомалярийных препаратов. Преподавал физическую органическую химию в университете Эксетера. В это время занялся исследованиями в области спектроскопии. В 1964 году Мейсон принял предложение от Университета Восточной Англии и в сентябре этого же года переехал в Норидж. В конце 1968 года решил сменить место своей работы на Королевский колледж Лондона, где был назначен профессором на кафедру химии. После ухода в отставку в 1988 году Стивен со своей женой Джоан переехал в Кембридж, где в течение двух лет работал над своей книгой «Эволюция в химии: происхождение элементов, молекул и живых систем».

## Научные исследования

### Исследования противомалярийных препаратов
Первые исследования в этой области осуществлялись в колледже Уодхэм под руководством Д. Л. Хэмика с 1945 года. Исследования проводились при финансовой поддержке Королевского армейского медицинского корпуса (R.A.M.C.). Суть исследования заключалась в том, чтобы проанализировать образцы мочи на содержания в ней продуктов распада. В качестве испытуемых были задействованы итальянские заключённые. Вследствие хорошей флуоресценции продуктов распада, являющихся производными акридина и мепракрина, анализ образцов мочи осуществлялся хроматографическим способом.
Дальнейшие исследования основывались на физико-химических факторах, влияющих на биологическую активность противомалярийных веществ, являющихся производными акридина и хинолина. В литературе имелись данные о том, что наблюдается эффект замедления размножения малярийного паразита при действии определённых гомологов. Это являлось следствием понижения активности таких ферментов, как диаминоксидазы и др., необходимые для роста паразитов. На основании этих данных, а также исследования окислительно-восстановительных потенциалов, кислотно-основных свойств, сродства к белку Мейсон и Хэммик смогли сделать вывод, что наиболее эффективным противомалярийным агентом является акридин с диамино-карбоксильной боковой цепью, причём неэтерифицированная карбоксильная группа такой активности не проявляет вовсе. На основании проведённых исследований, в 1947 году Стивен был удостоен звания доктора философии.
Дальнейшие исследования, которые продолжились под руководством Э. Элбера с 1953 года, основывались на предыдущей работе Мейсона. Так как при приёме соответствующего препарата необходимо учитывать физиологическое значение pH, было показано, что эффективными антибактериальными аминоакридинами являются планарные представители, которые при таком значении pH протонируются и находятся в катионной форме.

### Исследования в области спектроскопии
Ещё в детстве юный Стивен проводил эксперименты, связанные со светом. Прочитав книгу В. М. Уотсона «Индекс спектров» (англ. Index of spectra, 1872), он узнал о составе видимого света, о существовании линий Фраунгофера, и о том, почему линии становятся светлыми при сильном нагревании на газовой горелке. Юный спектроскопист повторил этот эксперимент на кухонной газовой плите, используя образцы меди и соли.
Конечно, серьёзные научные достижения появились в более позднем возрасте. Первые исследования в этой области Мейсон начал проводить под руководством Э. Элбера, который оборудовал свою лабораторию новыми спектральными приборами. Основными объектами его исследований были пурины и птеридины, которые обладали противолейкемийными свойствами. Мейсон занимался характеризацией различных форм простых пуринов и птеридинов.
Переехав в Эксетер, Мейсон занялся изучением хиральности различных соединений, измеряя их оптическую активность. Более ранние научные исследования в этой области основывались на изучении вращательных спектров. Однако Мейсону наиболее информативным показался круговой дихроизм. Для этого он модернизировал имеющийся у него спектрометр.
Начав работать в Университете Восточной Англии в Норидже в 1964 году, Мейсон разработал экситонную модель сцепки для определения абсолютной стереохимии. Его определение абсолютной конфигурации каликантина было достигнуто исключительно на основе экситонной модели спектра кругового дихроизма.
В конце 1968 года, после перехода на кафедру химии в Королевском колледже Лондона Мейсон продолжил исследования в этом направлении и вскоре смог определить абсолютную конфигурацию металлического комплекса Co(en)3. В начале 1970-х годов Мейсон изучил работы Вейганга о происхождении оптической активности и углубился в изучение поляризуемости, что впоследствии привело к появлению модели поляризации лиганда. Этот факт привёл его к формулированию правил для спектров кругового дихроизма хиральных координационных соединений и дал объяснение ряду аномалий спектров металлических комплексов. Финальная крупная научно-исследовательская работа была посвящена роли ядерных сил, которые являются причиной преобладания L-аминокислот и D−сахаров во всех известных живых организмах.

### Исследования в области истории науки
Первый опыт Мейсона в области истории науки появился во время обучения в Оксфорде, когда ему предложили написать реферат по истории первичных химических идей для выдвижения на молодёжную научную стипендию в колледже Магдалены. Во время написания докторской диссертации Мейсон заинтересовался ранними химическими исследованиями XVII века, поэтому он с лёгкостью согласился. После отправки статьи Мейсону была предложена должность ассистента лектора по истории науки в музее истории науки в Оксфорде, на что он согласился. Подготовка лекций по истории науки существенно расширило знания Мейсона, что привело к выводам о взаимосвязи науки с политикой и религией.
Помимо работы ассистентом в музее Мейсон занимался административными делами в Обществе по изучению алхимии и ранней химии (1948—1952). В 1947 году он также присоединился к новообразованному Британскому обществу истории науки, а также к вскоре после этого сформированному Британскому обществу философии науки. Мейсон состоял в данных обществах до самой смерти. Однако в этой среде он чувствовал себя не всегда комфортно: некоторые из членов этих обществ до сих пор верили в алхимию, другие занимались обоснованием уже известных исторических фактов, а не поиском происхождения научных идей. Мейсон считал, что открытие новых исторических фактов куда более значимо:
«Я хотел бы узнать, что на самом деле произошло в истории, и почему это произошло. Именно это было самоцелью, а не обоснование того или иного факта логическим или любым иным способом.».
Во время работы в музее он также занимал должность куратора по химии в колледже Уодхэм. В это время Стивен разработал широкую и развёрнутую концепцию истории науки, которую изложил в своей книге «История науки». Первый раз книга была опубликована в 1953 году. С тех пор она переиздавалась около 25 раз и была переведена на 7 языков. Своей известностью книга была обязана не широким распространением в разных странах, а тем, что была основана на оригинальных исследованиях в области истории науки.
Мысли Мейсона о том, что работа в области истории науки может помешать научным исследованиям в лаборатории, затормозили его историко-научную деятельность. И только после ухода в отставку, Мейсон смог заняться этим ради собственного удовольствия. Он решил полностью переписать ранее написанную книгу «История науки», но так и не успел её закончить.

## Семья
Первый брак Стивена не был удачным. Вскоре он познакомился с доктором Джоан Банус (англ. Joan Banus). Она окончила Кембриджский университет по специальности «химия» в 1953 году. Как-то раз ей понадобился новый спектрометр для получения инфракрасных спектров некоторых соединений. По распоряжению профессора Элбера её новым научным руководителем должен был стать Стивен Мейсон, под руководством которого Джоан и было разрешено работать с прибором. Стивен планировал провести свой отпуск самостоятельно в Италии, но так развернулись события, что к нему присоединилась его подопечная Джоан. По приезде из отпуска они поженились (1955). Они были очень похожи, у них было трое сыновей: Оливер Нил (1957), Эндрю Лоуренс (1959) и Лионель Джереми (1960), а впоследствии 8 внуков. Сыновья добились успехов в области инженерии и компьютерных технологий, медицины и математики.

## Награды и почётные звание
- 1941 — Open scholarship, Уодхэм-колледж (Оксфорд)[англ.]
- 1972 — Nuffield Lecturer, Университет Британской Колумбии
- 1980 — Visiting Research Fellow Японского общества содействия развитию науки
- 1982 — Elected Fellow Лондонского королевского общества
- 1983 — Weldon Spring Visiting Scholar, Миссурийский университет
- 1983 — Visiting Research Fellow Итальянского химического общества
- 1988–1990 — Leverhulme Emeritus Fellow, Департамент истории и философии науки, Кембридж
- 1988–1990 — Extraordinary Fellow Колледжа Вулфсона (Кембридж)
- 1991 — Wilkins Lecturer Лондонского королевского общества
- 1991 — Piero Pino Gold Medal Итальянского химического общества